# Coppa Volpi per la migliore interpretazione maschile

Massimo Troisi con la Coppa Volpi per la migliore interpretazione maschile vinta ad ex aequo con Marcello Mastroianni per il film Che ora è (1989)

La Coppa Volpi per la miglior interpretazione maschile è un premio della Mostra internazionale d'arte cinematografica di Venezia che viene assegnata in ogni edizione al miglior attore.
Il primo attore a vincere il premio è stato Wallace Beery per Viva Villa!. Jean Gabin, Toshirō Mifune, Sean Penn e Javier Bardem sono gli unici attori ad aver vinto due volte il premio: Gabin per La notte è il mio regno (1951) e Aria di Parigi e Grisbì (1954); Mifune per La sfida del samurai (1961) e Barbarossa (1965); Penn per Bugie, baci, bambole & bastardi (1998) e 21 grammi (2003), mentre Bardem per Prima che sia notte (2000) e Mare dentro (2004).

## Albo d'oro

### Anni 1930-1939
- 1934:  Wallace Beery – Viva Villa!
- 1935:  Pierre Blanchar – Delitto e castigo (Crime et Châtiment)
- 1936:  Paul Muni – La vita del dottor Pasteur (The Story of Louis Pasteur)
- 1937:  Emil Jannings – Ingratitudine (Der Herrscher)
- 1938:  Leslie Howard – Pigmalione (Pygmalion)

### Anni 1940-1949
- 1941:  Ermete Zacconi – Don Buonaparte
- 1942:  Fosco Giachetti – Bengasi
- 1947:  Pierre Fresnay – Monsieur Vincent
- 1948:  Ernst Deutsch – Il processo (Der Prozess)
- 1949:  Joseph Cotten – Il ritratto di Jennie (Portrait of Jennie)

### Anni 1950-1959
- 1950:  Sam Jaffe – Giungla d'asfalto (The Asphalt Jungle)
- 1951:  Jean Gabin – La notte è il mio regno (La nuit est mon royaume)
- 1952:  Fredric March – Morte di un commesso viaggiatore (Death of a Salesman)
- 1953:  Henri Vilbert – Una signora per bene (Le Bon Dieu sans confession)
- 1954:  Jean Gabin – Aria di Parigi (L'Air de Paris) e Grisbì (Touchez pas au grisbi)
- 1955
  -  Curd Jürgens (ex aequo) – Gli eroi sono stanchi (Les héros sont fatigués)
  -  Kenneth More (ex aequo) – Profondo come il mare (The Deep Blue Sea)
- 1956:  Bourvil – La traversata di Parigi (La Traversèe de Paris)
- 1957:  Anthony Franciosa – Un cappello pieno di pioggia (A Hatful of Rain)
- 1958:  Alec Guinness – La bocca della verità (The Horse's Mouth)
- 1959:  James Stewart – Anatomia di un omicidio (Anatomy of a Murder)

### Anni 1960-1969
- 1960:  John Mills – Whisky e gloria (Tunes of Glory)
- 1961:  Toshirō Mifune – La sfida del samurai (Yōjinbō)
- 1962:  Burt Lancaster – L'uomo di Alcatraz (Birdman of Alcatraz)
- 1963:  Albert Finney – Tom Jones
- 1964:  Tom Courtenay – Per il re e per la patria (King and Country)
- 1965:  Toshirō Mifune – Barbarossa (Akahige)
- 1966:  Jacques Perrin – Un uomo a metà
- 1967:  Ljubiša Samardžić – L'alba di un giorno (Jutro)
- 1968:  John Marley – Volti (Faces)

### Anni 1980-1989
- 1983:  Guy Boyd, George Dzundza, David Alan Grier, Mitchell Lichtenstein, Matthew Modine e Michael Wright – Streamers
- 1984:  Nasiruddin Shah – Pār
- 1985:  Gérard Depardieu – Police
- 1986:  Carlo Delle Piane – Regalo di Natale
- 1987:  Hugh Grant e James Wilby – Maurice
- 1988:  Don Ameche e Joe Mantegna – Le cose cambiano (Things Change)
- 1989:  Marcello Mastroianni e Massimo Troisi – Che ora è

### Anni 1990-1999
- 1990:  Oleg Borisov – L'ultimo testimone (Edinstvenijat svidetel)
- 1991:  River Phoenix –  Belli e dannati (My Own Private Idaho)
- 1992:  Jack Lemmon – Americani (Glengarry Glen Ross)
- 1993:  Fabrizio Bentivoglio – Un'anima divisa in due
- 1994:  Xia Yu – Giorni di sole cocente (Yángguāng cànlàn de rìzi)
- 1995:  Götz George – Der Totmacher - La belva ferita (Der Totmacher)
- 1996:  Liam Neeson – Michael Collins
- 1997:  Wesley Snipes – Complice la notte (One Night Stand)
- 1998:  Sean Penn – Bugie, baci, bambole & bastardi (Hurlyburly)
- 1999:  Jim Broadbent – Topsy-Turvy - Sotto-sopra (Topsy-Turvy)

### Anni 2000-2009
- 2000:  Javier Bardem – Prima che sia notte (Before Night Falls)
- 2001:  Luigi Lo Cascio – Luce dei miei occhi
- 2002:  Stefano Accorsi – Un viaggio chiamato amore
- 2003:  Sean Penn - 21 grammi (21 Grams)
- 2004:  Javier Bardem – Mare dentro (Mar adentro)
- 2005:  David Strathairn – Good Night, and Good Luck.
- 2006:  Ben Affleck – Hollywoodland
- 2007:  Brad Pitt – L'assassinio di Jesse James per mano del codardo Robert Ford (The Assassination of Jesse James by the Coward Robert Ford)
- 2008:  Silvio Orlando – Il papà di Giovanna
- 2009:  Colin Firth – A Single Man

### Anni 2010-2019
- 2010:  Vincent Gallo – Essential Killing
- 2011:  Michael Fassbender – Shame
- 2012:  Joaquin Phoenix e Philip Seymour Hoffman – The Master
- 2013:  Themīs Panou – Miss Violence
- 2014:  Adam Driver – Hungry Hearts
- 2015:  Fabrice Luchini – La corte (L'Hermine)
- 2016:  Oscar Martínez – Il cittadino illustre (El ciudadano ilustre)
- 2017:  Kamil al-Basha – L'insulto (Qaḍiyya raqm 23)
- 2018:  Willem Dafoe – Van Gogh - Sulla soglia dell'eternità (At Eternity's Gate)
- 2019:  Luca Marinelli –  Martin Eden

### Anni 2020-2029
- 2020:  Pierfrancesco Favino – Padrenostro
- 2021:  John Arcilla – On the Job 2: The Missing 8
- 2022:  Colin Farrell – Gli spiriti dell'isola (The Banshees of Inisherin)
- 2023:  Peter Sarsgaard – Memory
- 2024:  Vincent Lindon – Noi e loro (Jouer avec le feu)

## Vincitori per Paese d'origine
Aggiornato alla 81ª edizione (2024):
| Stati Uniti | 31 |
| Italia      | 11 |
| Francia     | 10 |
| Regno Unito | 10 |
| Germania    | 3  |
| Irlanda     | 3  |
| Spagna      | 2  |
| Giappone    | 2  |
| Argentina   | 1  |
| Austria     | 1  |
| Cina        | 1  |
| Filippine   | 1  |
| Grecia      | 1  |
| India       | 1  |
| Palestina   | 1  |
| Russia      | 1  |
| Serbia      | 1  |